# Camfecting
A számítógépes biztonság területén a camfecting az a folyamat, amelynek során megpróbálják feltörni egy személy webkameráját, és a webkamera tulajdonosának engedélye nélkül aktiválni azt. A távolról aktivált webkamera arra használható, hogy bármit megfigyeljen a webkamera látómezejében, néha magát a webkamera tulajdonosát is beleértve. A webkamera-fertőzés leggyakrabban úgy történik, hogy az áldozat számítógépét megfertőzik egy vírussal, amely a hacker számára hozzáférést biztosít a webkamerához. Ez a támadás kifejezetten az áldozat webkameráját célozza meg, innen ered a camfecting elnevezés, amely a camera (kamera) és infecting (fertőzés) szavak szóösszetétele.
A webkamera-hacker vagy camfecter általában egy ártatlannak tűnő alkalmazást küld az áldozatának, amely egy rejtett trójai szoftvert tartalmaz, amelyen keresztül a camfecter irányítani tudja az áldozat webkameráját. A camfecter vírus csendben telepíti magát, amikor az áldozat futtatja az eredeti alkalmazást. A telepítést követően a camfecter bekapcsolhatja a webkamerát és képeket/videókat rögzíthet. A camfecter szoftver ugyanúgy működik, mint az áldozat számítógépén lévő eredeti webkamera szoftver, azzal a különbséggel, hogy a webkamera tulajdonosa helyett a camfecter vezérli a szoftvert.

## Figyelemre méltó esetek
Marcus Thomas, az FBI quanticói operatív technológiai részlegének korábbi igazgatóhelyettese a The Washington Post 2013-as cikkében elmondta, hogy az FBI évek óta képes volt titokban aktiválni egy számítógép kameráját - anélkül, hogy a felhasználóknak jelezné a felvételeket rögzítő fényt.
2013 novemberében az amerikai tinédzser, Jared James Abrahams bűnösnek vallotta magát abban, hogy több mint 100-150 nőt hackelt meg, és telepítette a Blackshades nevű, rendkívül invazív malware-t a számítógépükre, hogy meztelen képeket és videókat szerezzen róluk. Az egyik áldozata a 2013-as Miss Teen USA Cassidy Wolf volt.
A Johns Hopkins Egyetem kutatói megmutatták, hogyan lehet titokban képeket készíteni a 2008 előtt megjelent MacBook és iMac modellek iSight kamerájáról a mikrokontroller firmware-jének átprogramozásával.

## Kockázatforrások
Az a számítógép, amelyen nincs telepítve a legfrissebb webkamera-szoftver, illetve nincs telepítve és nincs üzemben bármilyen vírusirtó (vagy tűzfal) szoftver, fokozottan ki van téve a kamerafertőzés kockázatának. A softkamerák névlegesen növelhetik ezt a kockázatot, ha nem megfelelően karbantartottak vagy konfiguráltak.

## Megelőző szoftverek
Léteznek olyan webkamera adatvédelmi szoftverek, mint a Stop Being Watched vagy a Webcamlock. A szoftver érzékeli a webkamerához való hozzáférést, és a felhasználót a hozzáférés engedélyezésére vagy megtagadására szólítja fel azzal, hogy megmutatja, milyen program próbál hozzáférni a webkamerához. Lehetővé teszi a felhasználó számára, hogy elfogadja a felhasználó által felismert megbízható programot, vagy azonnal megszakítsa a kísérletet.
Ma már létezik egy piac a csúszó lencsetakarók gyártására és értékesítésére, amelyek lehetővé teszik a felhasználók számára, hogy fizikailag blokkolják a számítógép kameráját és bizonyos esetekben a mikrofont.